# Shimon Even
Shimon Even (Hebraico: שמעון אבן‎; Israel, 15 de junho de 1935 - 1 de maio de 2004) foi um pesquisador israelense da área de ciência da computação.
Ele exerceu um importante papel no estabelecimento do ensino de ciência da computação em Israel. Seus principais tópicos de interesse incluíam algoritmos, teoria dos grafos e criptografia. Ele foi membro do Departamento de Informática da Technion desde 1974. Foi orientador de doutorado de Oded Goldreich, um criptógrafo proeminente.

## Prêmios e homenagens a Shimon Even
Em sua homenagem foi criado o "Prêmio Shimon Even em Ciência da Computação Teórica" da Technion em 2005. Em homenagem ao trabalho de Shimon Even, o Instituto Weizmann da Ciência criou o prêmio "Shimon Even" em 2006. Em 2006 foi editado um livro de ensaios em memória a Shimon Even.

## Livros
- Even, Shimon (1973). Algorithmic Combinatorics. New York: Macmillan. 260 páginas. Library of Congress catalog card number 72-80178
- Even, Shimon (1979). Graph Algorithms. Rockville, Maryland: Computer Science Press. 249 páginas. ISBN 0-914894-21-8